# Almhättemossa
Almhättemossa (Orthotrichum philibertii) är en bladmossart som beskrevs av Gustavo Venturi 1878. Almhättemossa ingår i släktet hättemossor, och familjen Orthotrichaceae. Arten har ej påträffats i Sverige. Inga underarter finns listade i Catalogue of Life.